# Manuel Benito Moliner
Manuel Benito Moliner (Huesca ,  30 de abril de 1958 - Huesca, 8 de enero de 2010,) fue un político, etnólogo, escritor y divulgador de la cultura  e historia de Aragón, miembro del Instituto Aragonés de Antropología, del Instituto de Estudios Altoaragoneses y de los Amigos de Serrablo.
Manuel Benito Moliner fue concejal en Huesca en 1991 por el Partido de los Socialistas de Aragón, aunque después abandonó dicho partido para entrar en Izquierda Unida. De ideología republicana, fue miembro del Círculo Republicano Manolín Abad.

## Obras
- Cuestionario básico para investigación etnográfica en Aragón (.pdf).
- Monasterios de tradición visigótica en la comarca oscense.
- Los cien oscenses del siglo XX.
- 1988: Azara.[4]
- 2008: Huesca: Álbum de adioses.
- 2009: Orwell en las tierras de Aragón.
- 2012: Huesca: Álbum de adioses II (publicado póstumamente).

## Premios
- 1991: Premio de Investigación Etnográfica Santa Cecilia.[1]